# حي أور
حي أور هو أحد المناطق الإدارية والأحياء الرئيسية التابعة لمحافظة بغداد، عاصمة جمهورية العراق وهو حي حديث البناء قياساً بباقي احياء بغداد القديمة حيث شيد وبنيت مساكنه في عقد الثمانينيات من القرن العشرين ويعتبر من الأحياء ذات التواجد السكاني لذوي الدخل المتوسط، ويجمع جميع أطياف الشعب العراقي . وجاءت تسميتها نسبة إلى مدينة أور السومرية.

## الموقع
ويقع في جانب الرصافة شمال شرق بغداد , ويبعد 8 كيلومترات عن مركز العاصمة، ويحد هذا الحي عدة احياء منها حي الشعب من الجزء الشمالي والغربي حيث ينتهي عند السدة الترابية، المقامة على قناة الشرطة.
حي أور حي كبير جدا ومن مناطق هذا الحي هي منطقة ال600 حيث تمتاز هذه المنطقة بسعة منازلها وشوارعها وتحتوي على شارع تجاري للتسوق والالبسة.